# Hulda Emilie Klotz
Hulda Emilie Klotz, verheiratete Hulda Emilie Paulmann (3. September 1815 in Königsberg – 25. August 1900 in Leipzig), war eine deutsche Theaterschauspielerin.

## Leben
Sie war in Hamburg, Danzig, Reval, Riga und Leipzig engagiert, wo sie im Fach der Soubretten in der Oper wie im Lustspiel entschiedene Erfolge erzielte. 1850 zog sie sich von der Bühne gänzlich zurück und starb am 25. August 1900 in Leipzig.
Verheiratet war sie mit Julius Paulmann, damit war sie die Schwiegertochter von Carl Ludwig Paulmann und die Schwägerin von August Paulmann (1827–1885). Ihre Töchter waren die Schauspielerinnen Leontine Paulmann, die mit Roderich Benedix verheiratet war und Therese Paulmann.